# Ceux qui m'aiment prendront le train
Pour plus de détails, voir Fiche technique et Distribution.
Ceux qui m'aiment prendront le train est un film français réalisé par Patrice Chéreau, sorti en 1998.
Sous couvert d'enterrement, ce film dissèque une journée d'une quinzaine de personnages en crise, rassemblés autour du défunt.

## Synopsis
Jean-Baptiste Emmerich, artiste peintre meurt à Paris. Selon sa volonté, il est enterré à Limoges, sa ville natale, au cimetière de Louyat. Diverses personnes de son entourage s'y rendent, majoritairement en prenant le train.

## Fiche technique
Sauf indication contraire, les informations mentionnées dans cette section peuvent être confirmées par les bases de données cinématographiques  présentes dans la section « Liens externes ».
- Titre : Ceux qui m'aiment prendront le train
- Titre international : Those Who Love me Can Take the Train
- Réalisation : Patrice Chéreau
  - Assistants : Stéphane Metge, Sébastien Deux et Virginie Guillot
- Scénario : Patrice Chéreau, Danièle Thompson et Pierre Trividic, d'après une idée originale de Danièle Thompson
- Musique : Éric Neveux
- Costumes : Caroline de Vivaise
- Décors : Richard Peduzzi et Sylvain Chauvelot
- Son : Guillaume Sciama, Nadine Muse et Jean-Pierre Laforce
- Mixage : Jean-Pierre Laforce
- Photographie : Éric Gautier
  - Assistants : Stéphane Fontaine, Sophie Lemaire et Valérie Vignol
- Montage : François Gédigier
  - Assistantes : Laurence Briaud, Béatrice Herminie et Soazic Veillon
- Casting : Margot Capelier et Pascal Béraud
- Scripte : Suzanne Durrenberger
- Son :
  - Montage son : Nadine Muse
  - Post-synchronisation : Jacques Levy, Françoise Maulny-Levy, Christophe Pinel et Jean-Louis Lebras
- Production : Charles Gassot
  - Production déléguée : Jacques Hinstin
  - Direction de production : Patrick Lancelot
- Sociétés de production : Téléma, Canal+, France 2 Cinéma, France 3 Cinéma et Azor Films
- Société de distribution : Films Lions Gate
- Budget : 8,5M€[1]
- Pays de production :  France
- Langue originale : français
- Genre : drame
- Format : couleurs - 2,35:1 - 35 mm
- Durée : 122 minutes
- Dates de sortie :
  - France : 13 mai 1998 (Festival de Cannes et sortie nationale simultanée)
  - Belgique : 10 juin 1998
- Certification : film interdit aux moins de 12 ans lors de sa sortie en France

## Distribution
Sauf indication contraire, les informations mentionnées dans cette section peuvent être confirmées par les bases de données cinématographiques  présentes dans la section « Liens externes ».
- Jean-Louis Trintignant : Jean-Baptiste Emmerich / Lucien Emmerich
- Pascal Greggory : François
- Charles Berling : Jean-Marie Emmerich, fils de Lucien
- Valeria Bruni Tedeschi : Claire
- Vincent Perez : Viviane, anciennement Frédéric
- Dominique Blanc : Catherine
- Roschdy Zem : Thierry
- Bruno Todeschini : Louis
- Sylvain Jacques : Bruno
- Marie Daëms : Lucie
- Nathan Cogan : Sami
- Olivier Gourmet : Bernard
- Delphine Schiltz : Élodie, la fille de Catherine et Thierry
- Chantal Neuwirth : Geneviève
- Thierry de Peretti : Dominique
- Geneviève Brunet : Marie-Rose, la sœur de Jean-Baptiste et Lucien
- Didier Brice : Cédric
- Guillaume Canet : l'auto-stoppeur
- Nicolas Maury : un Limougeaud qui embrasse Claire (non crédité)

## Production

### Genèse et développement
Sur son lit de mort, François Reichenbach confie à Danièle Thompson sa volonté d'être inhumé à Limoges où il a passé ses vacances dans sa jeunesse. Devant les protestations de la scénariste, faisant valoir qu'il ne serait pas commode de lui rendre visite, le cinéaste a répondu : « Ceux qui m'aiment viendront en train ». L'idée de ce film vient ainsi des obsèques de François Reichenbach dont la famille et les amis — dont Danièle Thompson — se sont rendus à Limoges en 1993,.

### Casting
Vincent Perez est un habitué de l'univers de Patrice Chéreau (Théâtre Nanterre-Amandiers, Hôtel de France, La Reine Margot). Dans ce film, il joue une femme trans en cours de transition, qui opte pour le prénom Viviane car elle trouve que cela fait « fée », qui aime par-dessus tout les chaussures et qui se rêve en boulangère.
Nicolas Maury, qui joue un petit rôle non crédité, apparaît pour la première fois au cinéma.

### Tournage

#### Train et gares
Sauf indication contraire ou complémentaire, les informations mentionnées dans cette section proviennent du générique de fin de l'œuvre audiovisuelle présentée ici.
Le tournage a lieu à Paris dans les gares de Paris-Austerlitz et de Paris-Est, à la gare de Gisors puis de Saint-Sulpice-Laurière et de La Souterraine, ainsi que dans le train qui mène les personnages à Limoges.
À la 25e minute du film, la première vue complète du train en permet de constater qu'il est tracté par une CC 72000. Pourtant, à la 39e minute de ce film l'unique vue complète du train qui repart de la gare de La Souterraine est tracté par une BB 67400 (gros plan sur la locomotive à la 40e sans que le numéro de série soit lisible).[réf. nécessaire]
Le train qui passe à toute vitesse en gare de La Souterraine est tracté par la BB 9305[réf. nécessaire].

#### Autres lieux de tournage
Sauf indication contraire ou complémentaire, les informations mentionnées dans cette section proviennent du générique de fin de l'œuvre audiovisuelle présentée ici.
Le tournage se poursuit dans la Haute-Vienne :
| - Limoges : - gare de Limoges-Bénédictins - cimetière municipal - Hôtel Mercure « Royal Limousin » | - Autres lieux : - Château de Ligoure (Le Vigen) - Saint-Sulpice-Laurière - Condat-sur-Vienne - Feytiat |

### Musique
Sauf indication contraire, les informations mentionnées dans cette section peuvent être confirmées par le générique de fin de l'œuvre audiovisuelle présentée ici, ainsi que par la base de données cinématographiques IMDb,  présente dans la section « Liens externes ».
| 1.          | All Is Full of Love        | 4 min 30 s  |
| 2.          | Keeper of the flame        | 3 min 23 s  |
| 3.          | Western eyes               | 3 min 59 s  |
| 4.          | Welcome to Limoges         | 1 min 48 s  |
| 5.          | That's Life                | 4 min 13 s  |
| 6.          | I Will Survive             | 5 min 09 s  |
| 7.          | Don't Forget the Nite      | 2 min 42 s  |
| 8.          | Save the Last Dance for Me | 2 min 47 s  |
| 9.          | ¿ Quien tiene la culpa ?   | 3 min 15 s  |
| 10.         | Who will love me now ?     | 5 min 18 s  |
| 11.         | Timewatching               | 4 min 42 s  |
| 12.         | Symphonie no 10 - Adagio   | 21 min 01 s |
| 62 min 20 s |                            |             |

On peut entendre d'autres morceaux dans le film qui ne figurent pas sur la bande originale :
- Last Goodbye (en) et Mojo Pin (en) - Jeff Buckley
- Nuit magique - Catherine Lara
- Nuestra juventud - Charles Aznavour
- Break on Through (To the Other Side) - The Doors
- Better Things - Massive Attack
- Evocation - Banda de cornetas y tambores Nuestra Señora del Sol (es)

La musique du film dont on peut entendre un extrait dans le film est la bande originale du film La Revanche de Freddy réalisé par Jack Sholder en 1985, dont on peut aussi voir quelques plans sur la télévision que regarde Thierry.

## Accueil

### Box-office
En Europe, le film a été vu par 606 393 spectateurs, dont 514 584 en France.

### Interview
« Je sais maintenant ce que le cinéma m'apporte, ce que je ne peux trouver qu’au cinéma. Il ne faut pas séparer violemment le cinéma du théâtre comme on le fait, même si je sais bien que nous sommes dans un pays où les frontières ont du mal à être franchies. Ainsi, lorsque je rencontre des gens qui me demandent mes projets, et que je réponds que je viens de terminer un film et que j’en écris un autre — ce qui est vrai — « Mais le théâtre ? » interrogent-ils. « Non, pas de projets immédiats. » « Quel dommage ! » s’écrient-ils alors. Il n’y a pas de dommage. Le cinéma et le théâtre ne sont pas des univers séparés et incompatibles, quoi qu’on dise. Toute révérence gardée, je préfère me rappeler l’exemple de Citizen Kane, dont le générique porte à un moment la très belle mention : Tourné avec les acteurs du Mercury Theatre... (Patrice Chéreau, à propos du film) »

## Distinctions

### Récompenses
- César 1999 : 
  - Meilleur réalisateur pour Patrice Chéreau
  - Meilleur second rôle féminin pour Dominique Blanc
  - Meilleure photographie pour Éric Gautier

### Sélection et nominations
- Festival de Cannes 1998 : sélection officielle, en compétition pour la Palme d'or
- César 1999 : 
  - Meilleur film
  - Meilleur acteur pour Pascal Greggory
  - Meilleur acteur dans un second rôle pour Jean-Louis Trintignant
  - Meilleur acteur dans un second rôle pour Vincent Perez
  - Meilleur scénario pour Patrice Chéreau, Danièle Thompson et Pierre Trividic
  - Meilleur montage pour François Gédigier
  - Meilleurs décors pour Richard Peduzzi et Sylvain Chauvelot
  - Meilleur son pour Jean-Pierre Laforce, Nadine Muse et Guillaume Sciama